# Vaughan Coveny
Vaughan Barry Coveny (ur. 13 grudnia 1971 w Wellington) – nowozelandzki piłkarz, grający na pozycji napastnika.

## Kariera klubowa
Vaughan Coveny rozpoczął karierę w 1990 roku w klubie Waterside Karori. W latach 1990–1991 był zawodnikiem Miramar Rangers, po czym przeszedł do australijskiego Melbourne Croatia. W latach 1993–1995 był zawodnikiem Wollongong Wolves, po czym przeszedł do South Melbourne. Z South Melbourne dwukrotnie zdobył mistrzostwo National Soccer League w 1998 i 1999 oraz Klubowe Mistrzostwo Oceanii w 2000 roku.
W latach 2005–2007 występował w Newcastle Jets, po czym powrócił do Nowej Zelandii do występującego A-League Wellington Phoenix. Karierę zakończył w 2009 roku w South Melbourne. Łącznie w barwach South wystąpił w 290 meczach, w których strzelił 101 bramek.

## Kariera reprezentacyjna
W reprezentacji Nowej Zelandii Coveny zadebiutował 7 czerwca 1992 w wygranym 3-0 meczu z Fidżi w eliminacjach Mistrzostw Świata 1994. W 1996 roku wystąpił w Pucharze Narodów Oceanii, w którym Nowa Zelandia odpadła w półfinale. Coveny wystąpił w obu meczach z Australią,. W 1997 roku uczestniczył w eliminacjach Mistrzostw Świata 1998.
W 1998 roku wystąpił w Pucharze Narodów Oceanii, który Nowa Zelandia wygrała. Coveny wystąpił w czterech meczach z Tahiti, Vanuatu (4 bramki), Fidżi i w finale z Australią. W 1999 roku wystąpił w Pucharze Konfederacji, na którym Nowa Zelandia odpadła w fazie grupowej. Na turnieju w Meksyku wystąpił we wszystkich trzech meczach z USA, Niemcami i Brazylią. W 2001 roku uczestniczył w eliminacjach Mistrzostw Świata 2002.
W 2003 roku wystąpił w Pucharze Konfederacji, na którym Nowa Zelandia odpadła w fazie grupowej. Na turnieju we Francji wystąpił we wszystkich trzech meczach z Japonią, Kolumbią i Francją. W 2004 roku uczestniczył w eliminacjach Mistrzostw Świata 2006. Ostatni raz w reprezentacji wystąpił 4 czerwca 2006 w przegranym 0-4 meczu z Brazylią. Ogółem w latach 1992–2006 w reprezentacji wystąpił w barwach w 64 meczach, w których strzelił 28 bramek, co jest rekordem reprezentacji Nowej Zelandii.

## Kariera trenerska
Coveny w 2010 roku był trenerem South Melbourne.